# Kronologija Domovinskog rata: svibanj 1990.

### 1. svibnja
- U Hrvatskoj i Sloveniji proslavljen je Prvi svibnja – Praznik rada. Prvi puta poslije drugog svjetskog rata bez partijskih (komunističkih) zastava.[1]

### 4. svibnja
- Obilježena deseta obljetnica smrti Josipa Broza Tita – u Zagrebu su, kao i proteklih godine, u 15:05 (vrijeme Titove smrti) oglasile se sirene, dok su se u Beogradu održale antititovske demonstracije.[1]

### 8. svibnja
- Članovi CK SKJ, u krnjem sastavu, bez predstavnika Hrvatske i Slovenije (iz CKSKH sjednici prisustvovao samo Borislav Mikelić), bez kvoruma, (od 165 prisustvovalo 89 članova), raspravljali o dnevnom redu i karakteru sastanka, koji je sazvan kao 31. partijski plenum.[1]
- Prema konačnim rezultatima izbora, od 40 mjesta u Društveno-političkom vijeću Gradske skupštine Zagreba, HDZ-u pripalo 37, komunistima jedno a u još dvije izborne jedinice održava se drugi krug 20. svibnja.[1]
- Prema konačnim rezultatima izbora, u Vijeću općina zagrebačke Gradske skupštine od 56 mjesta HDZ osvojio 51, komunisti 4, a za jedno mjesto održat će se drugi izborni krug za 14 dana.[1]

### 10. svibnja
- KAKO je poznat pobjednik u slobodnim višestranačkim saborskim izborima, dr. Franjo Tuđman, predsjednik pobjedničke Hrvatske demokratske zajednice, inicirao sastanak svoji najbližih suradnika iz rukovodećeg vrha stranke s dosadašnjim najvišim funkcionarima SR Hrvatske.[1]
- Republička izborna komisija obznanila izborne rezultate prvog i drugog izbornog kruga u Hrvatskoj – pobjednik HDZ.[1]

### 12. svibnja
- U BEOGRADU danas osnovana Srpska demokratska stranka, koja će, kako se objašnjava, okupljati tamošnje Srbe rodom iz Hrvatske, a glavni govornik na osnivačkoj skupštini bio dr. Jovan Rašković.[2]

### 13. svibnja
- NA zagrebačkom nogometnom stadionu u Maksimiru prekinut susret između Dinama i beogradske Crvene zvezde, jer su navijači  Crvene zvezde izazvali neviđene nerede za vrijeme održavanja nogometnog susreta.[2]

### 14. svibnja
- U DVORANI Globus na Zagrebačkom velesajmu održana – nakon višestranačkih izbora u Hrvatskoj – prva sjednica Glavnog odbora Hrvatske demokratske zajednice.[2]

### 15. svibnja
- OBAVLJENA uobičajena svibanjska smjena na čelu Predsjedništva SFRJ – kolektivnog šefa države umjesto dosadašnjeg predsjednika Predsjedništva SFRJ dr. Janeza Drnovšeka (iz Slovenije), novi predsjednik Predsjedništva SFRJ dr. Borislav Jović (iz Srbije).[2]

### 19. svibnja
- NAVODNO, od grupe nepoznatih građana, napadnut Miroslav Mlinar, 23-godišnji student, predsjednik Mjesnog odbora Srpske demokratske stranke u Benkovcu, te nožem ranjen u predjelu vrata i trbuha.[2]

### 23. svibnja
- U SLOVENIJI, kao i u Hrvatskoj, oduzeto oružje Teritorijalnoj obrani i smješteno u skladišta JNA, učinjeno je to po nalogu Saveznog sekretarijata za narodu obranu iz Beograda a sve zbog straha da bi Slovenija i Hrvatska mogle i oružjem štititi svoje težnje sumjerene ostvarenju suvereniteta.[3]
- ODRŽANA sjednica Predsjedništva SR Hrvatske, kojoj je predsjedavao predsjednik Ivo Latin, a raspravljalo se o povlačenju naoružanja Teritorijalne obrane u skladišta JNA, te konstatirano da ovo Predsjedništvo o tome, nije bilo obaviješteno, iako je Teritorijalna zaštita pod izričitom nadležnošću Republike.[3]

### 28. svibnja
- U POVODU upita i protesta iz Slovenije i Hrvatske predstavnici JNA objasnili da oružje slovenske i hrvatske Teritorijalne obrane nije oduzeto već samo premješteno u sigurnija skladišta.[3]
- PREDSJEDNIŠTVO SFRJ nama namjeru zaustavljati proces demokratizacije, osporavati rezultate obavljenih višestranačkih izbora niti uvoditi izvanredne mjere, ali će tražiti poštovanje ustavnosti i zakonitosti, rekao u Skupštini SFRJ novi predsjednik Predsjedništva Borisav Jović.[3]

### 30. svibnja
- Održana konstituirajuća sjednica višestranačkog Sabora SR Hrvatske.[3]

### 31. svibnja
- Nastavljeno zasjedanje hrvatskog Sabora, Stipe Mesić mandatar za sastav novog republičkog Izvršnog vijeća.[3]